# うないさん
うないさんはうなぎの妖精をモチーフにした長崎県諫早市のマスコットキャラクター。

## 概要
2012年に諫早市で行われる「いさはや灯りファンタジア」の一環として募集された諫早のイメージキャラクターにエントリーし、グランプリを獲得した。名前は諫早市の名産品であるウナギの「うな」に諫早の「いさ」、大好きな散歩の「さん」を組み合わせて名付けられた。諫早市内を流れる本明川出身とされており、チャームポイントは、丸い目と先端がハート形になっている尻尾。
諫早市の公式キャラクターではないものの、諫早市宇都町にある諫早神社では、うないさんの姿を模したおみくじが販売されるなど人気を集めている。